# ويليام بي. درابر
ويليام بي. درابر (بالإنجليزية: William B. Draper)‏ هو مصرفي أمريكي، ولد في 1804، وتوفي في 1885.